# Chalets du Miage
Pour les articles homonymes, voir Miage.
Ne doit pas être confondu avec Chalets de Miage.
Les chalets du Miage forment un hameau d'Italie situé en Vallée d'Aoste, sur la commune de Courmayeur, dans le val Vény, au pied de la moraine frontale du glacier du Miage, à 1 670 mètres d'altitude. Il se trouve au pied de la crête d'Arp et du mont Blanc de Courmayeur, baigné par la Doire de Vény et desservi par une route.